# Gilberto Rocca da Cunha
Gilberto Rocca da Cunha (n. 1960) es un climatólogo, meteorólogo, y profesor brasileño. Desarrolla actividades académicas en EMBRAPA Trigo.
En 1985, se licenció en agronomía, por la Universidad Federal de Rio Grande do Sul, y en 1988, obtuvo su Master en Ciencias Vegetales, en la misma alta casa de estudios; y también allí su Ph.D. en Ciencias de las Plantas, en 1991. Actualmente es investigador de la "Empresa Brasileña de Investigación Agropecuaria-EMBRAPA. Desde el 1 de marzo de 2006 ocupa el cargo de Jefe del Centro de Investigación Nacional de Trigo (Embrapa trigo). Tiene experiencia en Agronomía, con énfasis en Agrometeorología, actuando sobre los temas de cereales de invierno, bioclimatología, zonificación agrícola, gestión del riesgo climático, uso de pronósticos meteorológicos / climáticos sobre la agricultura, y ciencia en general de la cosecha de trigo.

## Algunas publicaciones
- gilberto Rocca da Cunha. 2009. Oficina sobre trigo no Brasil: bases para a construção de uma nova triticultura brasileira. Editor Embrapa Trigo, 192 pp. ISBN 85-7574-025-3

- -------------------------------. 2007. Biodiesel: o novo desafio da agricultura no sul do Brasil. Editor O Nacional, 56 pp.

- -------------------------------, joão carlos Haas, moacir a. Berlato. 2001. Applications of climate forecasting for better decision-making processes in agriculture: the contribution from the 12th Regional Climate Outlook Forum for Southeastern South America. Passo Fundo, RS, Brazil, April 24-25. Editor Embrapa Trigo, 327 pp.

- -------------------------------. 2000. Tecnologia para produzir trigo no Rio Grande do Sul. Editor Comissão de Agricultura de Agricultura, Pecuária e Cooperativismo da Assembléia Legislativa do Rio Grande do Sul; Passo Fundo: Embrapa Trigo, 404 pp.

- -------------------------------. 2000b. Meteorologia: fatos & mitos. Volumen 1. Editor Embrapa Trigo, 200 pp.

- -----------------------------, maria de Fátima Trombini. 1999. Trigo no Mercosul: coletânea de artigos. Edición ilustrada de Embrapa Comunicação para Transferência de Tecnologia, 316 pp. ISBN	857383062X

- -----------------------------, homero Bergamaschi. 1991. Evapotranspiração e função de resposta a disponibilidade hídrica em alfafa. Editor Escola Superior de Agricultura Luiz de Queiroz da Universidade de São Paulo. 197 pp.

## Honores
- Miembro de Passo Fundo Academia de Artes
- Editor de cultura de las Fuentes de Agua (ISSN 1980 a 1986)